# Chondracanthus pusillus
Chondracanthus pusillus – gatunek pasożytniczego widłonoga z rodziny Chondracanthidae. Jako pierwszy opisał go w 1968 roku kanadyjski parazytolog polskiego pochodzenia – Zbigniew Kabata. Okazy typowe to dwie samice z przyczepionymi samcami, w tym jedna nosząca jaja wyznaczona na holotyp; zostały pozyskane latem 1963 roku przez dr. H.P. Arai z jam skrzelowych ryby Apodichthys flavidus złowionej w zatoce Departure Bay u wschodnich wybrzeży wyspy Vancouver (południowo-zachodnia Kanada).